# Reptiles at Dawn
 (décembre 2024).
Formé au début des années 1980 en Nouvelle-Zélande avec des musiciens ayant joué dans les groupes punk "Dum Dum Boys" puis "The Henchmen" et inspiré par The Stooges, Reptiles at dawn fut un des rares groupes de rock des antipodes à pouvoir faire parvenir alors les échos de sa musique jusqu'en Europe. 
Pratiquant une musique rampante (logique compte tenu de son nom), binaire et lancinante, le groupe emmené par son chanteur Tony Collins bénéficia du soutien du label français New Rose pour enregistrer à Auckland et Sydney et faire paraître en 1986, l'intéressant "Naked in the wilderness".
En 1987, l'album "Dressed in Flesh", moins brut, suivit avec le batteur français Gurvan Guellec aux baguettes.
Un double 45 tours comportant des inédits "After the plague" et le 45 tours "Zenith" complétèrent, en sus d'une présence sur plusieurs compilations, la discographie de ce groupe éphémère et exotique par sa provenance dont la sincérité était le principal atout.
Le vétéran Tony Collins installé en France intégra au début du troisième millénaire le groupe brestois "The Lost Disciples" et poursuivait en 2005 sa carrière musicale. 

## Composition du groupe en 1986
- Tony Collins: chant
- Anthony Norman: guitare et chant
- Andrew Hume: basse et chant
- Michael Austin: batterie (remplacé par Gurvan Guellec en 1987)